# Biston pustulata
Biston pustulata es una especie de polilla de la familia Geometridae. La especie fue descrita por primera vez por Francis Walker en 1896 y se puede encontrar distribuido con endemismo en el sudeste Asiático. El holotipo de la especie fue descrita en la zona montañoza Achyr Dagh, Marasch a aproximadamente 2000 metros (6561,7 pies) de altitud.

## Distribución
B, pustulata se encuentra en la provincia de Hainan en China, el sur de Tailandia, Malasia peninsular y Sondalandia. Generalmente se ve distribuida en bosques de tierras bajas, la especie es menos frecuente que la Biston insularis. Se la ha registrado hasta 1618 metros (5308,4 pies) de altitud en los bosques del monte Retak, Brunéi.

## Descripción
Las antenas del macho son aproximadamente dos quintos de la longitud del ala anterior, bipectinadas en los dos tercios basales y filiformes en el tercio terminal. Los palpos labiales son negros, pequeños, de color amarillo pálido en el ápice, que no sobresalen de la frente. Su morfología genital es virtualmente idéntico entre las especies de China y las de Borneo.

### Alas
La longitud del ala anterior es de una envergadura de 29 milímetros (1,1 plg). Las alas son blanco grisáceos, salpicadas de escamas gris pálido. El dorso del abdomen cuenta con puntos blancos y escamas negras. El margen posterior del metanoto cuenta con dos pares de manchas amarillo pálido. la línea antemedial es negra, ligeramente ondulada, bien distintiva, acompañada de una banda amarillo pálido en la base. La línea postmedial es negra, distintiva, que sobresale bilobuladamente hacia afuera entre M1 y M3,: Notas 1  luego se incurva, sobresaliendo hacia afuera entre CuA2 y 1A y 2A. La mancha discal está presente a modo de un punto gris. 
El ala posterior cuenta con una línea basal negra y una línea posmedial negra, que sobresale agudamente hacia afuera entre M1 y M3.: Notas 1  La mancha discal es más pequeña que en la del ala anterior. La cara inferior de las alas es amarillo pálido con líneas transversales gris oscuro.
Los especímenes de Hainan se diferencia de los especímenes de Borneo en las líneas transversales distintivas y la proyección más aguda entre M1 y M3 de la línea postmedial del ala trasera.

### Larva
La oruga es robusta, con un moteado de color verde pálido que es más verde grisáceo azulado en estadios iniciales de su desarrollo. Los espiráculos son anaranjados. Presenta pequeñas marcas negras irregulares en el dorso de A8. La cabeza es rugosa, de color naranja rojizo opaco, marcada centralmente con una «V» invertida de color marrón oscuro. La planta huésped es Acacia mangium, y la especie también se ha criado a partir de Gliricidia (ambas leguminosas) en Sabah.